# Công tước xứ Grafton
Công tước xứ Grafton (tiếng Anh: Duke of Grafton) là một tước hiệu thuộc Đẳng cấp quý tộc Anh, được tạo ra vào năm 1675 bởi Vua Charles II của Anh dành trao cho người con trai ngoài giá thú của ông với Nữ Công tước xứ Cleveland là Henry FitzRoy. Vị công tước nổi tiếng nhất của xứ Grafton có lẽ là Công tước thứ 3 xứ Grafton, người từng giữ chức Thủ tướng Vương quốc Anh trong những năm 1760.
Công tước Grafton nắm giữ ba tước vị phụ, tất cả đều được tạo ra vào năm 1675 thuộc Đẳng cấp quý tộc Anh: Bá tước xứ Euston, Tử tước xứ Ipswich và Nam tước xứ Sudbury.  Từ năm 1723 đến năm 1936, các công tước, là hậu duệ của Công tước thứ nhất và vợ Isabella FitzRoy, Nữ bá tước thứ 2 xứ Arlington, đồng thời cũng giữ các tước hiệu Bá tước xứ Arlington, Tử tước xứ Thetford và Nam tước xứ Arlington.
Tên tước vị của công tước Grafton được lấy theo tên của Grafton, là một ngôi làng nằm ở Đông Nam của hạt Northamptonshire, hiện nay được gọi là Grafton Regis (cũng là một xã của Anh).
Nơi ở của gia đình Công tước là Euston Hall thuộc Suffolk, một điền trang rộng 11.000 mẫu Anh nằm giữa biên giới Norfolk-Suffolk. Những nơi chôn cất truyền thống của các thành viên trong gia tộc Công tước Grafton là nhà thờ giáo xứ St Genevieve và nhà thờ liền kề ở Euston, Suffolk.
Công tước Grafton đứng thứ tư theo thứ tự ưu tiên sau các công tước của Norfolk, Somerset và Richmond.

## Các Công tước xứ Grafton (1675)
Các tước hiệu khác (tất cả): Bá tước xứ Euston, Tử tước xứ Ipswich và Nam tước xứ Sudbury (1675) 
- Henry FitzRoy, Công tước thứ 1 xứ Grafton (1663–1690), con ngoài giá thú thứ hai của Charles II và Nữ Công tước xứ Cleveland;

 Các danh hiệu khác (Công tước thứ 2-9): Bá tước xứ Arlington và Tử tước xứ Thetford (1672), Nam tước xứ Arlington (1664), Nam tước xứ Arlington (1672) ' '
- Charles FitzRoy, Công tước thứ 2 xứ Grafton (1683–1757), con trai duy nhất của Công tước thứ nhất
  - Charles FitzRoy, Bá tước Euston (1714–1715), con trai cả của Công tước thứ 2, chết trẻ
  - George FitzRoy, Bá tước Euston (1715–1747), con trai thứ hai của Công tước thứ hai, chết trước cha mình mà không để lại người thừa kế.
- Augustus Henry FitzRoy, Công tước thứ 3 xứ Grafton (1735–1811), con trai cả của Lãnh chúa Augustus FitzRoy, con trai thứ ba của Công tước thứ 2; Thủ tướng, 1768–70
- George Henry FitzRoy, Công tước thứ 4 xứ Grafton (1760–1844), con trai cả của Công tước thứ 3
- Henry FitzRoy, Công tước thứ 5 xứ Grafton (1790–1863), con trai cả của Công tước thứ 4
- William Henry FitzRoy, Công tước thứ 6 xứ Grafton (1819–1882), con trai cả của Công tước thứ 5, qua đời không rõ nguyên nhân
- Augustus Charles Lennox FitzRoy, Công tước Grafton thứ 7 (1821–1918), con trai thứ hai của Công tước thứ 5
  - Henry James FitzRoy, Bá tước xứ Euston (1848–1912), con trai cả của Công tước thứ 7, chết trước cha mình, và không để lai người thừa tự
- Alfred William Maitland Fitzroy, Công tước thứ 8 của Grafton (1850–1930), con trai thứ hai của Công tước thứ 7
  - William Henry Alfred Fitzroy, Tử tước Ipswich (1884–1918), con trai duy nhất của Công tước thứ 8, chết trước cả cha và ông của mình
- John Charles William FitzRoy, Công tước thứ 9 xứ Grafton (1914–1936), con trai duy nhất của William FitzRoy, Tử tước Ipswich, chết khi chưa kết hôn
- Charles Alfred Euston FitzRoy, Công tước xứ Grafton thứ 10 (1892–1970), con trai cả của Lãnh chúa Charles Edward FitzRoy, con trai thứ ba và con trai út của Công tước thứ 7
- Hugh Denis Charles FitzRoy, Công tước xứ Grafton thứ 11 (1919–2011), con trai cả của Công tước thứ 10
  - James Oliver Charles FitzRoy, Bá tước xứ Euston (1947–2009), con trai cả của Công tước thứ 11, lên chức bố vào năm 2009 [3]
- Henry Oliver Charles FitzRoy, Công tước Grafton thứ 12 [4] (sinh năm 1978), con trai duy nhất của Lãnh chúa xứ Euston

Người thừa kế rõ ràng là con trai của chủ sở hữu hiện tại, Alfred James Charles FitzRoy, Bá tước Euston (sinh năm 2012).
Bản mẫu:Thông thoáng